# 다베촌 (아오모리현)
다베촌(田部村)은 아오모리현 산노헤군에 놓여졌던 촌이다.

## 연혁
- 1889년 4월 1일 - 정촌제 시행에 의해 산노헤군 후쿠다촌, 모리고에촌, 호시오카촌, 스기사와촌, 가즈키촌을 합병해 다베촌이 발족하였다.
- 1949년 4월 1일 - 다이지 모리고시를 분리하여 산노헤군 기타가와촌에 편입.
- 1955년 4월 1일 - 미노헤군 지히키촌와 합병해 후쿠치촌이 되어 소멸.